# 삼척 영은사 석가삼존도와 복장유물
삼척 영은사 석가삼존도와 복장유물(三陟 靈隱寺 釋迦三尊圖와 腹臟遺物)은 강원특별자치도 평창군 진부면 월정사에 있는 조선시대의 불화와 복장유물이다. 2014년 3월 7일 강원특별자치도의 유형문화재 제170호로 지정되었다.

## 개요
면 바탕에 주색을 전체적으로 채색한 뒤 은니로 석가모니불이 영취산에서 설법하고 있는 장면을 간략하게 표현하고 있다. 석가여래를 본존으로 그리고 좌우 협시보살로는 문수와 보현보살을 배치하였으며 아난과 가섭존자가 합장을 한 시립자세로, 연꽃을 들고 있는 두 동자는 각각 문수보살과 보현보살의 상징인 사자와 코끼리를 타고 연화좌위에 앉아있는 모습으로 표현되어 있다.
불화 배면에서 종이로 만든 후령통과 오보병, 진언다라니, 발원문 등의 복장이 발견되었다. 협시보살의 화현(化現)으로 짐작되는 두 동자가 사자와 코끼리위에 앉아 있는 것으로 미루어 보아 본존은 석가여래이며 양 협시는 문수와 보현보살이고 두 승형(僧形)의 인물은 아난과 가섭존자로 석가설법의 장면을 중심 존상만으로 간략하게 표현하였다.
화면구성은 중앙에 항마촉지인을 의도 한 석가여래가 연화좌위에 가부좌하였고 그 좌우에는 두 손으로 연화를 잡은 입상의 협시보살이 그리고 본존과 양 협시보살 사이의 화면 약간 위쪽에는 합장한 형상의 아난과 가섭존자가 배치되어 있다. 그리고 본존 무릎 좌우에는 각각 사자와 코끼리를 탄 연화좌의 동자가 연화가지를 든 모습으로 표현되어 있다. 표현기법은 각 존상의 몸체부에는 백색안료, 머리카락은 군청(群靑)과 녹청(綠靑), 연화가지는 녹청을 사용하였으나 기본적으로 각 구성요소의 윤곽은 물론 옷 주름 등 세부 형상을 은니선(銀泥線)으로 그렸다.

## 지정 사유
당시 유행하던 화풍이 잘 반영되어 있는 불화로 제작자와 조성연대(1841년)를 명확히 알려주는 복장유물과 화기가 있고, 희소가치가 크다.

## 참고 자료
- 삼척 영은사 석가삼존도와 복장유물 - 국가유산청 국가유산포털